# سندروم سرخجه مادرزادی
سندروم (نشانگان) سرخجه مادرزادی (CRS) به انگلیسی: Congenital rubella syndrome می‌تواند در جنین در حال رشد یک زن باردار مبتلا به سرخجه، معمولاً در سه‌ماهه اول رخ دهد. اگر ابتلا به بیماری اولین تا ۲۸ روز قبل از لقاح رخ دهد، ۴۳ درصد خطر ابتلای نوزاد وجود دارد. اگر ابتلای مادر صفر تا ۱۲ هفته پس از لقاح رخ دهد، خطر ابتلای نوزاد به ۸۱ درصد افزایش می‌یابد. اگر ابتلای مادر ۲۶–۱۳ هفته پس از لقاح رخ دهد، ۵۴ درصد از نوزادان به این بیماری مبتلا میِشوند. اگر ابتلا به سرخجه در سه‌ماهه سوم یا ۲۶ تا ۴۰ هفته پس از لقاح رخ دهد، به‌طور کلی نوزادان را تحت تأثیر قرار نمی‌دهد. اگر مادر بعد از بیستمین هفته بارداری به سرخجه مبتلا شود و بیماری تا بعد از زایمان ادامه یابد، به ندرت مشکلی در جنین ایجاد می‌شود.

## علائم و نشانه‌ها

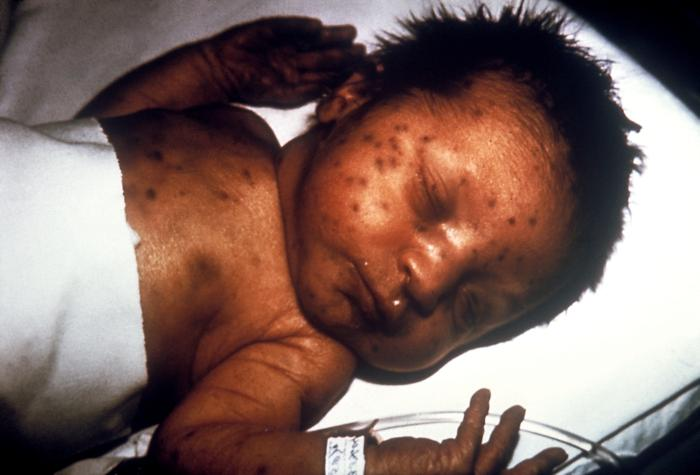
نوزاد مبتلا به ضایعات پوستی ناشی از سرخجه مادرزادی

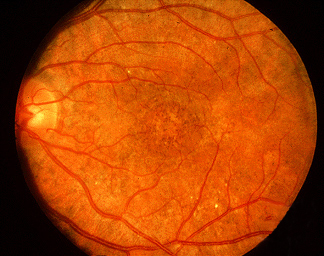
رتینوپاتی «نمک و فلفل» مشخصه سرخجه مادرزادی است.

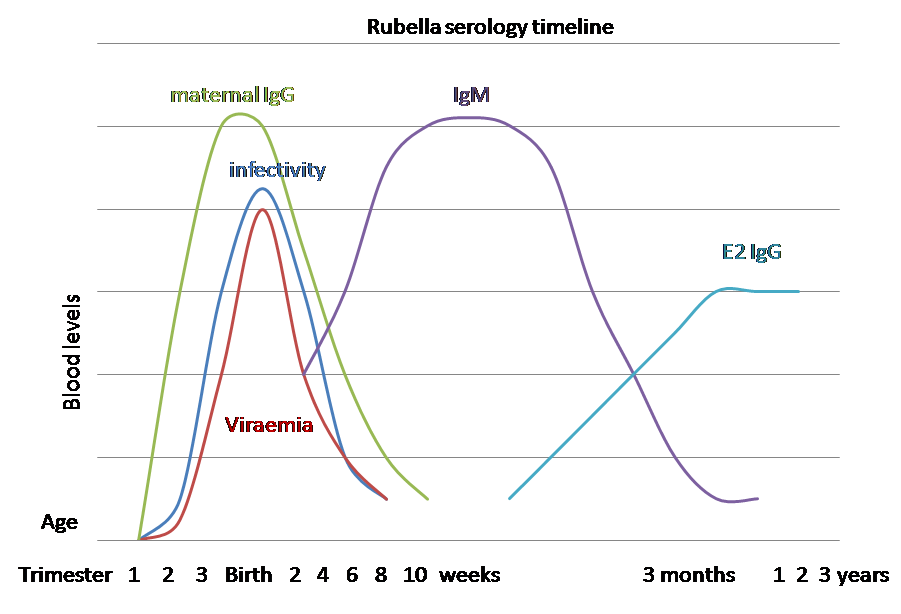
مسیر زمانی سرولوژی سرخجه مادرزادی

سه‌گانه کلاسیک برای سندرم سرخجه مادرزادی به شرح زیر است:
- ناشنوایی حسی عصبی (۵۸ درصد بیماران)
- ناهنجاری‌های چشمی - به ویژه رتینوپاتی، آب مروارید، آب سیاه (گلوکوم) و میکروفتالمی (۴۳ درصد بیماران)
- بیماری قلبی مادرزادی - به ویژه تنگی شریان ریوی و مجرای شریانی (۵۰ درصد بیماران)[۳]

سایر تظاهرات CRS ممکن است شامل موارد زیر باشد:
- مشکلات مربوط به طحال، کبد یا مغز استخوان (برخی از آنها ممکن است اندکی پس از تولد از بین بروند)
- ناتوانی ذهنی
- اندازه سر کوچک (میکروسفالی)
- وزن کم هنگام تولد[۴]
- پورپورای ترومبوسیتوپنیک
- خونریزی خارج عضلانی (به عنوان بثورات مافین بلوبری شناخته می‌شود).
- کبد بزرگ شده(ه‍پاتومگالی)
- اندازه فک کوچک (میکروگناتیا)
- ضایعات پوستی[۴]

در کودکانی که در رحم مادر در معرض سرخجه قرار گرفته‌اند نیز باید در سن بالاتر مراقب هرگونه از علائم زیر بود:
- اختلال‌های تکاملی خاص[۴]
- اوتیسم[۵]
- اسکیزوفرنی[۶]
- عقب‌ماندگی رشد[۷]
- اختلال یادگیری
- دیابت (مرض قند)[۸]

## پیشگیری
واکسیناسیون اکثریت مردم در پیشگیری از سندرم سرخجه مادرزادی مؤثر است. برای زنانی که قصد باردار شدن دارند، زدن واکسن MMR (اوریون، سرخک، سرخجه) حداقل ۲۸ روز قبل از لقاح بسیار توصیه می‌شود. واکسن نباید به زنانی که باردار هستند داده شود زیرا حاوی ذرات زندهٔ ویروسی است.
سایر اقدامات پیشگیرانه می‌تواند شامل غربالگری و واکسیناسیون پرسنل پرخطر مانند حرفه‌های مربوط به پزشکی و مشاغل مراقبت از کودکان باشد.